# Березівка (Старобільський район)
Березі́вка — село в Україні, у Білолуцькій селищній громаді Старобільського району Луганської області. Населення становить 357 осіб.